# Bataille de Metele (octobre 2018)
Pour les articles homonymes, voir Bataille de Metele.
Insurrection de Boko Haram
Batailles
La bataille de Metele a lieu le 8 octobre 2018 pendant l'insurrection de Boko Haram.

## Déroulement
Le 8 octobre 2018, la base militaire de Metele, près de la frontière avec le Niger, est attaquée à son tour par les djihadistes de l'État islamique en Afrique de l'Ouest,. Les assaillants parviennent à envahir la base : ils s'emparent d'une partie des armes et détruisent celles qu'ils ne peuvent emporter, puis ils se retirent. 

## Les pertes
Le 10 octobre, l'armée nigériane annonce que sept soldats ont été tués et seize blessés lors de l'attaque. Cependant un bilan plus lourd est donné par un officier nigérian à Maiduguri, qui déclare anonymement à l'AFP que l'armée a perdu 18 hommes lors des combats, tout en affirmant que les « hommes se sont battus et ont porté des coups sévères aux terroristes ». Une milice civile locale annonce également le 9 octobre que 18 corps ont été transportés dans la ville de garnison de Monguno, à 120 kilomètres de la base. Un milicien affirme aussi à l'AFP que Boko Haram a subi de « lourdes » pertes.
De son côté, l'État islamique en Afrique de l'Ouest publie un communiqué le 9 octobre dans lequel il revendique la mort de 31 soldats nigérians et la capture de cinq autres.
L'armée nigériane affirme ensuite dans un rapport que 76 djihadistes ont été tués lors de l'attaque, contre sept tués et 16 blessés pour les militaires,. Cependant d'après des sources du média Premium Time, 151 soldats et six officiers seraient portés disparus après l'attaque sur les 470 soldats et quinze officiers qui assuraient la défense de la base. Deux chars T-72 et deux véhicules blindés de transport de troupes sont également mis hors combat.